# Edgar Malakjan
Edgar Malakjan (arménsky Էդգար Մալաքյան; * 22. září 1990, Jerevan) je arménský fotbalový záložník a reprezentant, působící v FC Pjunik Jerevan. Mimo Arménii působil v Česku.

## Klubová kariéra

### FC Pjunik
Jde o odchovance klubu FC Pjunik z Arménie. V 17 letech nastoupil v prvním týmu arménského klubu a ve své první sezóně vyhrál s mužstvem ligový titul. V jeho sestavě byl úspěšný i v dalších sezónách, v letech 2008, 2009 a 2010 získal další ligové tituly, 2009 a 2010 arménský pohár a 2009 arménský Superpohár.

### FC Viktoria Plzeň
V červnu 2012 přestoupil do Viktorie Plzeň, kde podepsal tříletou smlouvu. Plzeňské činitele zaujal během vzájemných zápasů ve 2. předkole Ligy mistrů 2011/12, kde Plzeň vyřadila FC Pjunik dvěma výhrami 4:0 a 5:1, ale mladý arménský hráč se prezentoval sebevědomým výkonem.
Hned v prvním ligovém zápase proti Hradci Králové (29. července 2012, Plzeň vyhrála doma 3:0) se zranil, odehrál pouze první poločas. Na hřiště se vrátil v 6. kole Gambrinus ligy 2012/13 2. září 2012 proti domácí Dukle Praha, v 79. minutě střídal dvougólového střelce Marka Bakoše. Utkání skončilo výhrou Plzně 4:1.
Ve 3. kole českého poháru 2012/13 26. září 2012 proti Chomutovu snižoval Malakjan na 1:2 z pohledu Plzně, západočeský klub utkání otočil (3:2) a postoupil do 4. kola.
8. listopadu 2012 přivítala Plzeň na domácím hřišti Hapoel Tel Aviv v odvetě utkání základní skupiny Evropské ligy 2012/13 a vyhrála 4:0, díky tomuto výsledku se posunula s 9 body o skóre na čelo tabulky před doposud vedoucí Atlético Madrid (které v souběžném zápase prohrálo v Coimbře 0:2). Izraelský celek hrál navíc od 41. minuty oslaben o jednoho hráče. Malakjan nastoupil na hřiště v 85. minutě za Marka Bakoše. 22. listopadu nastoupil v Portugalsku do závěru utkání proti Coimbře, zápas skončil 1:1. Tento výsledek zajistil Plzni postup do jarní fáze Evropské ligy.

### SK Dynamo České Budějovice (hostování)
Kvůli přetlaku v záložní řadě odešel pro jarní část sezóny 2012/13 z Plzně na hostování do SK Dynamo České Budějovice, kde se setkal se svým krajanem Hrajrem Mkojanem. Poprvé nastoupil 1. března 2013 v domácím zápase Gambrinus ligy proti Spartě Praha, šel na hřiště v 85. minutě za stavu 2:0 pro Spartu. Tímto výsledkem střetnutí skončilo. Ještě před koncem ligového ročníku se vrátil zpět do Plzně.

### FC Bananc (hostování)
V srpnu 2013 jej Viktoria Plzeň uvolnila na hostování do arménského týmu FC Bananc, kde podepsal roční smlouvu s možností opce na přestup. Během roku odehrál za tým 12 zápasů, ve kterých se gólově neprosadil.

### Alaškert FC
V létě 2015 Plzeň definitivně opustil a zamířil do Alaškert FC. Během půl roku vsítil 2 branky v 6 ligových střetnutích.

### FC Širak
Před jarní částí ročníku 2014/15 zamířil do FC Širak.

## Reprezentační kariéra
Edgar Malakjan má za sebou starty za mládežnické výběry Arménie do 19 a 21 let. Zúčastnil se kvalifikace na Mistrovství Evropy hráčů do 21 let 2013 konané v Izraeli, kde Arménie obsadila s 15 body druhé místo v konečné tabulce skupiny 3 za první Českou republikou (20 bodů). Malakjan v této kvalifikaci třikrát skóroval. 7. června 2011 dal dva góly Černé Hoře (výhra 4:1) a 6. září 2011 zařídil svou brankou remízu 1:1 s ČR. 15 získaných bodů Arménii nestačilo na postup do báraže o závěrečný šampionát.
Objevil se i v A-mužstvu této kavkazské republiky.
Za arménskou reprezentaci nastoupil do konce sezóny 2011/12 ke 12 utkáním.